# Platycheirus captalis
Platycheirus captalis är en tvåvingeart som först beskrevs av Miller 1924.  Platycheirus captalis ingår i släktet fotblomflugor, och familjen blomflugor. Inga underarter finns listade i Catalogue of Life.